# Ростовский, Иван Александрович Лобан
Иван Александрович Ростовский по прозвищу Лобан — князь, воевода на службе у московских князей Ивана III и Василия III, родоначальник княжеского рода Лобановы-Ростовские. Средний из пяти сыновей князя Александра Ивановича Ростовского.

## Происхождение
Иван Лобан происходил из ветви Ростовских князей, владевшей до 1474 года Ростово-Борисоглебской половиной Ростовского княжества. Их предком был князь Константин Васильевич, был женат на дочери великого князя Ивана I Калиты, оставил 6 сыновей, из которых четверо умерли бездетными. Потомство старшего, Александра Константиновича, сохраняли удельные права до 1474 года, когда продали свою половину Ростовского княжества Ивану III Васильевичу, перейдя к нему на службу. Во время правления Василия III Ивановича они стали одной из самых влиятельных прослоек в составе Боярской думы.
Иван Лобан был потомком младшего из сыновей Константина Васильевича Ростово-Борисоглебского, Владимир Константинович оставил двух сыновей: бездетного Константина и Ивана. И Ивана Владимировича было двое сыновей: Александр и Дмитрий Бритый. Иван Лобан был средним из 5 сыновей Александра Ивановича. Представители этой ветви имели поместья на Двине.

## Биография
О биографии Ивана Лобана известно не очень много. Около 1495 года он упоминается как Новгородский помещик. Поместье находилось в Деревской пятине. В 1496 году Иван был воеводой Сторожевого полка во время похода в Финляндию в Русско-шведской войне 1495—1497 годов.
С 1496 по 1512 год участвовал в походах против Литвы и Швеции. В 1509 году был послан вторым воеводой Передового полка в Вязьму по «дорогобужским вестям». В 1512 году воевода Сторожевого полка в походе из Осётра против татар.

## Семья
От брака с неизвестной имел шестерых сыновей, которые писались уже как Лобановы-Ростовские: 
- Иван Иванович Большой Лобанов-Ростовский — воевода Передового полка в Стародубе и в походе под Мстиславль (1501).
- Семён Иванович Лобанов-Ростовский — воевода.
- Борис Иванович Лобанов-Ростовский — пришёл в сход в Москву с другими воеводами, откуда отправлен  в Казанский поход по Волге (март 1545), второй воевода одиннадцатого полка войск правой руки в шведском походе (апрель 1549).
- Андрей Иванович Лобанов-Ростовский — второй воевода шестого Передового полка в Казанском походе (март 1545), второй воевода полка пятой левой руки в Полоцком походе (сентябрь 1551), бездетный.
- Василий Иванович Лобанов-Ростовский — шестой голова для посылок при боярине и князе Бельском в войсках правой руки, а потом голова в государевом полку в Казанском походе (1545),
- Иван Иванович Меньшой Лобанов-Ростовский — убит в бою под Оршею (1514).